# ترانسيليان
ترانسيليان (بالفرنسية: Transilien) هي شبكة فرنسية للقطارات تخدم العاصمة باريس وضواحيها والمدن الموجودة في منطقة إيل دو فرانس. ترانسيليان تابعة الشركة الوطنية للسكك الحديدية (SNCF). لا تخدم الشبكة جغرافيا منطقة إيل دو فرانس فقط، بل تصل أيضا لعدة محطات ملاصقة للمنطقة في كل من نورماندي العليا، وبيكاردي، وسانتر.

ترانسيليان تستعمل عدة خطوط من الشبكة الجهوية السريعة في إيل دو فرانس (RER)، وثمانية خطوط ترانسيليان (H، J، K، L، N، P، R، U) وخط واحد لترامواي إيل دو فرانس (الخط 4).

«ترانسيليان»، التي هي تسمية كتسميات أخرى مثل «TER» و«TGV» تابعة لشركة SNCF. تم إنشاؤها في 20 سبتمبر 1999، ينطبق عملها فقط على قطارات نقل المسافرين المعتمدة من قبل «إدارة إيل دو فرانس» التابعة للشركة. المسارات الحديدية تابعة للشبكة الحديدية لفرنسا.

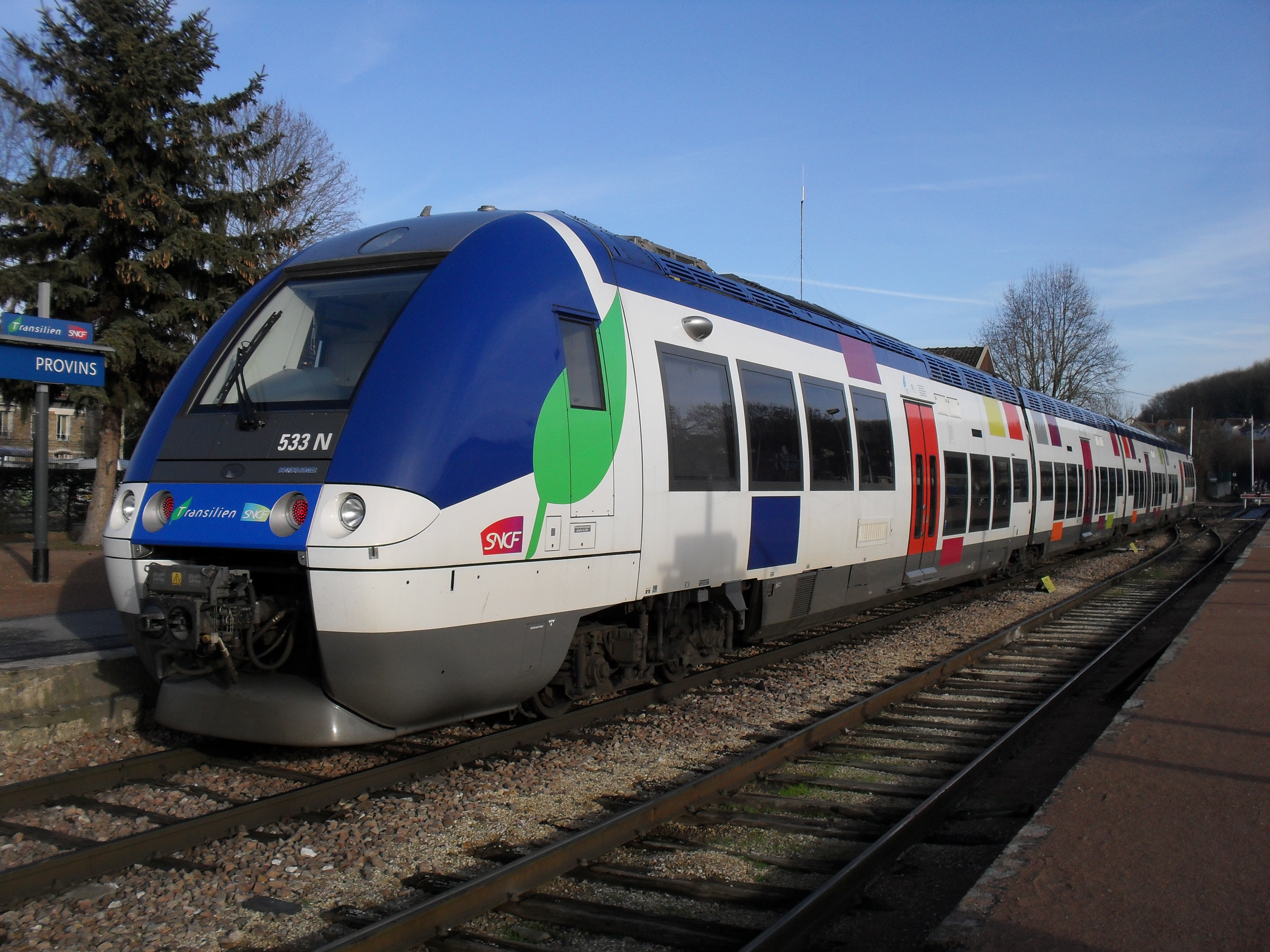
قطار من نوع بي 82500 سنة 2009.

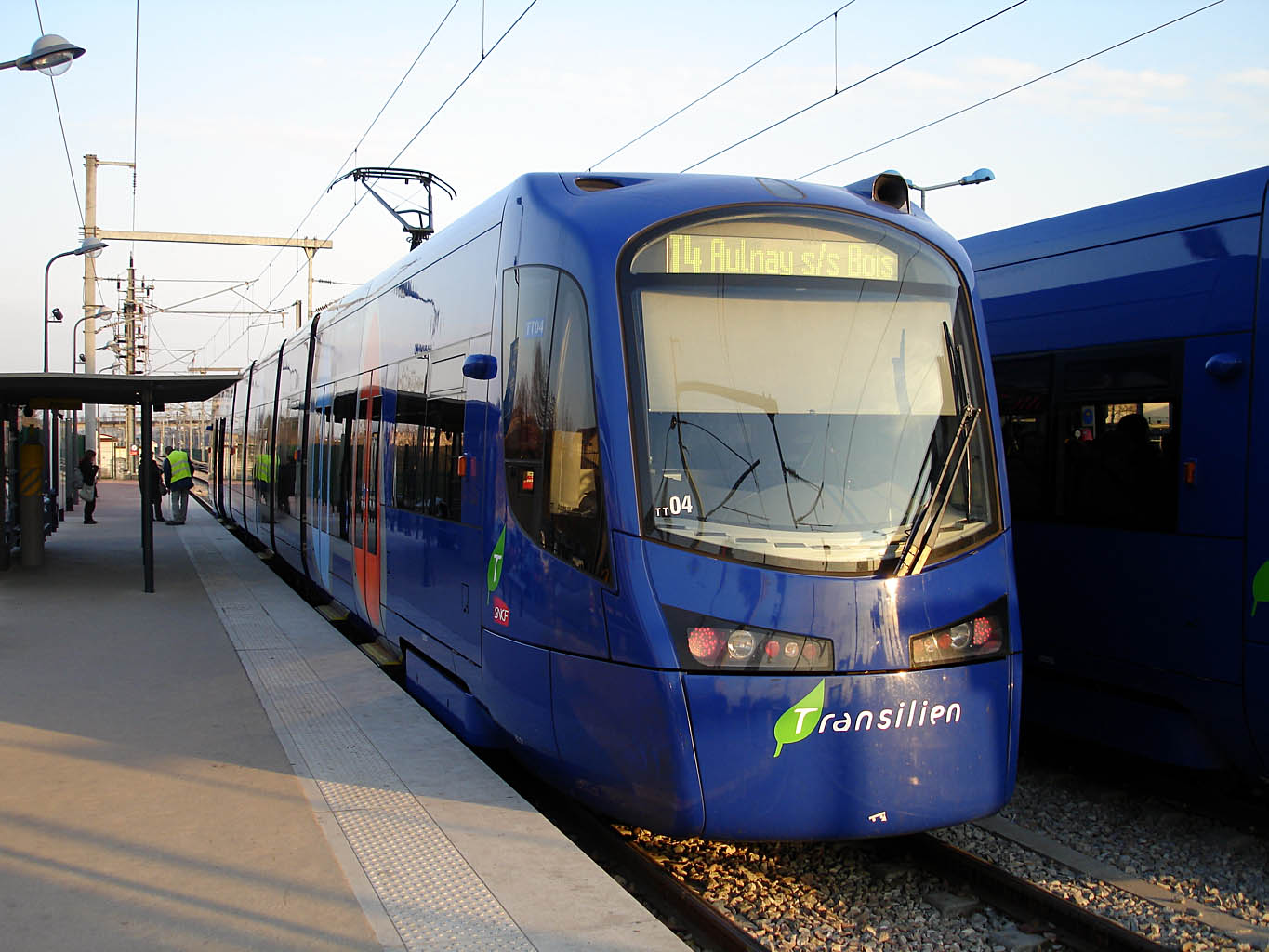
قطار إو 25500 سنة 2008.

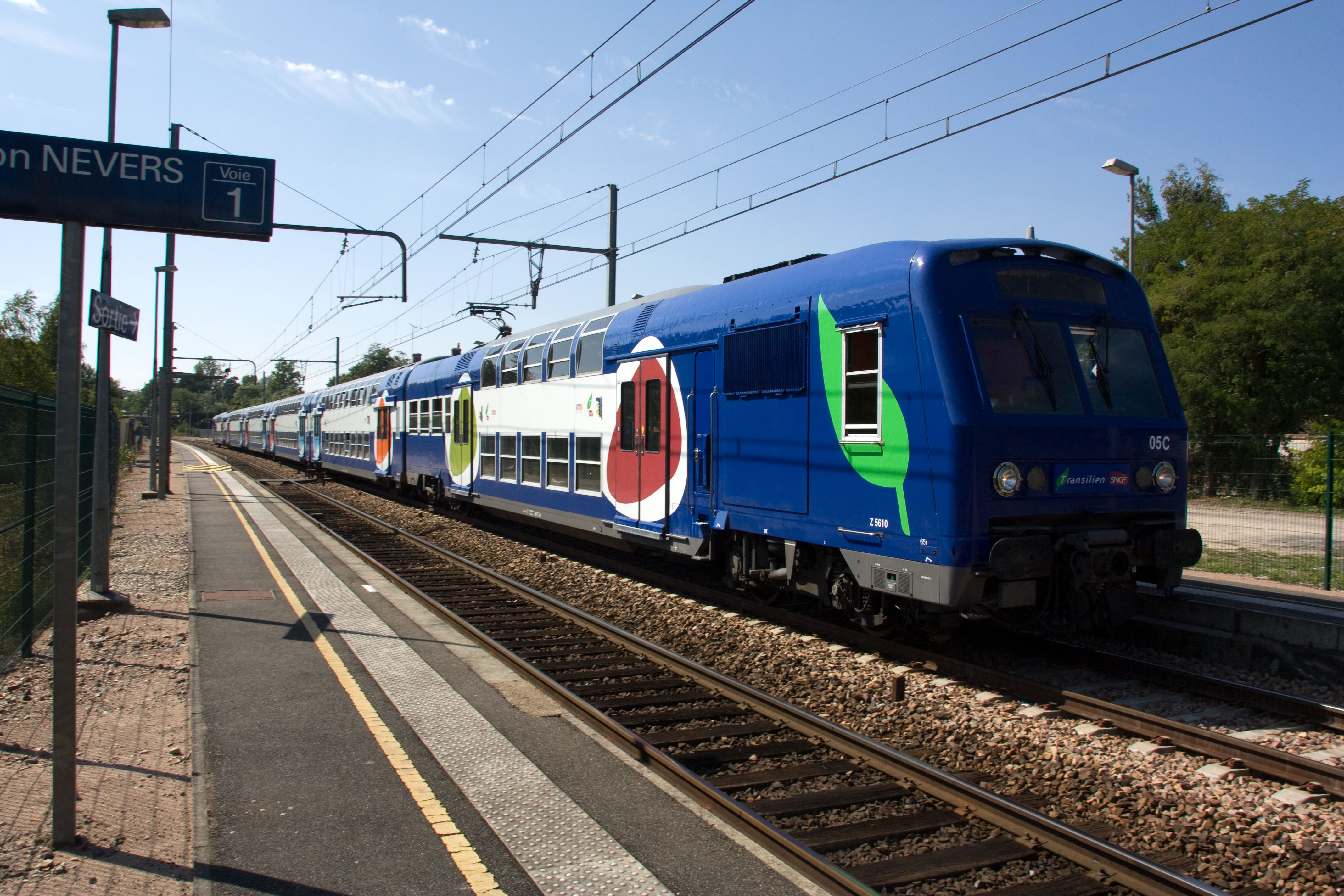
قطار زاد 5600 سنة 2010.

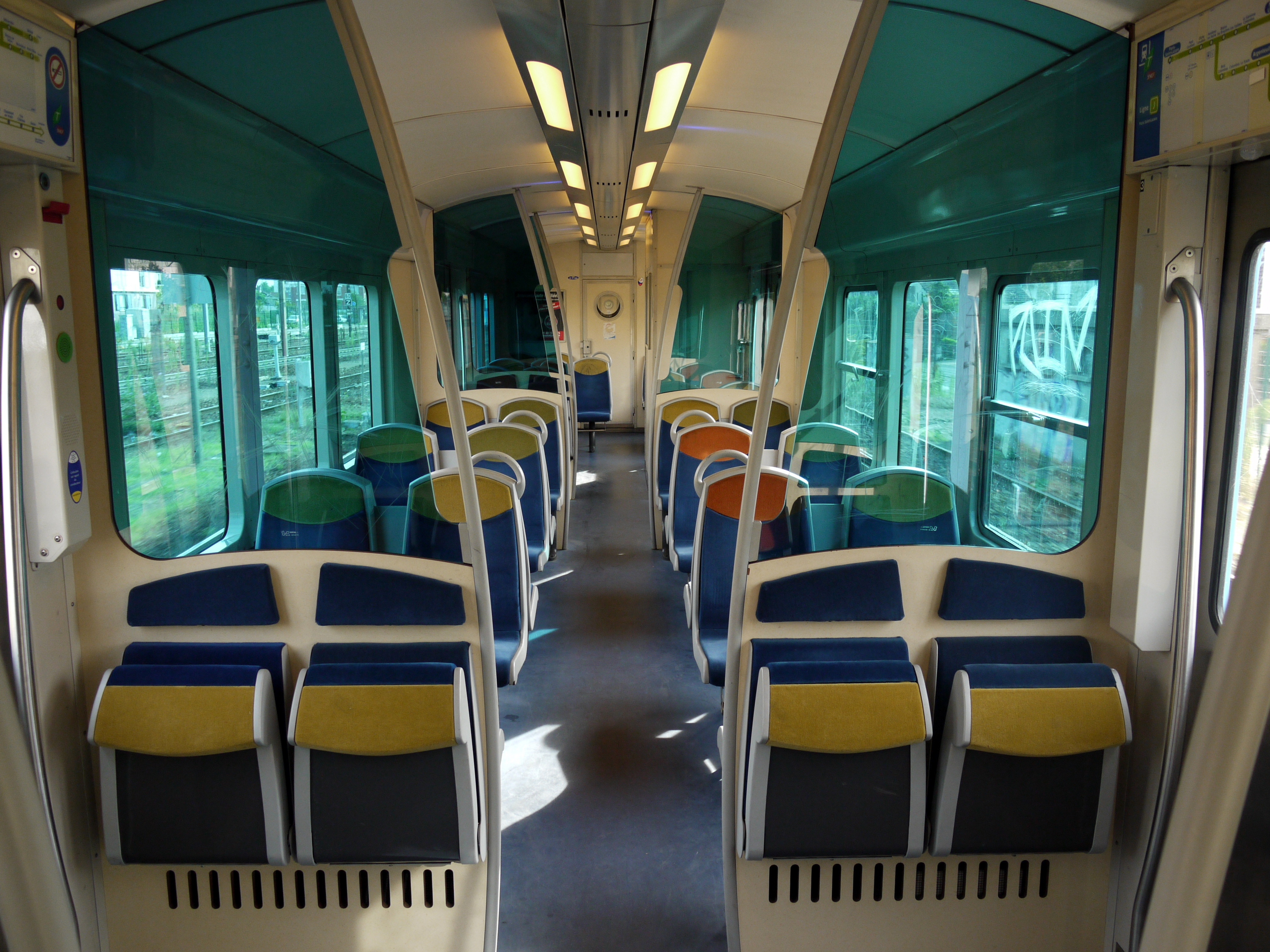
إحدى قطارات الشركة من الداخل.

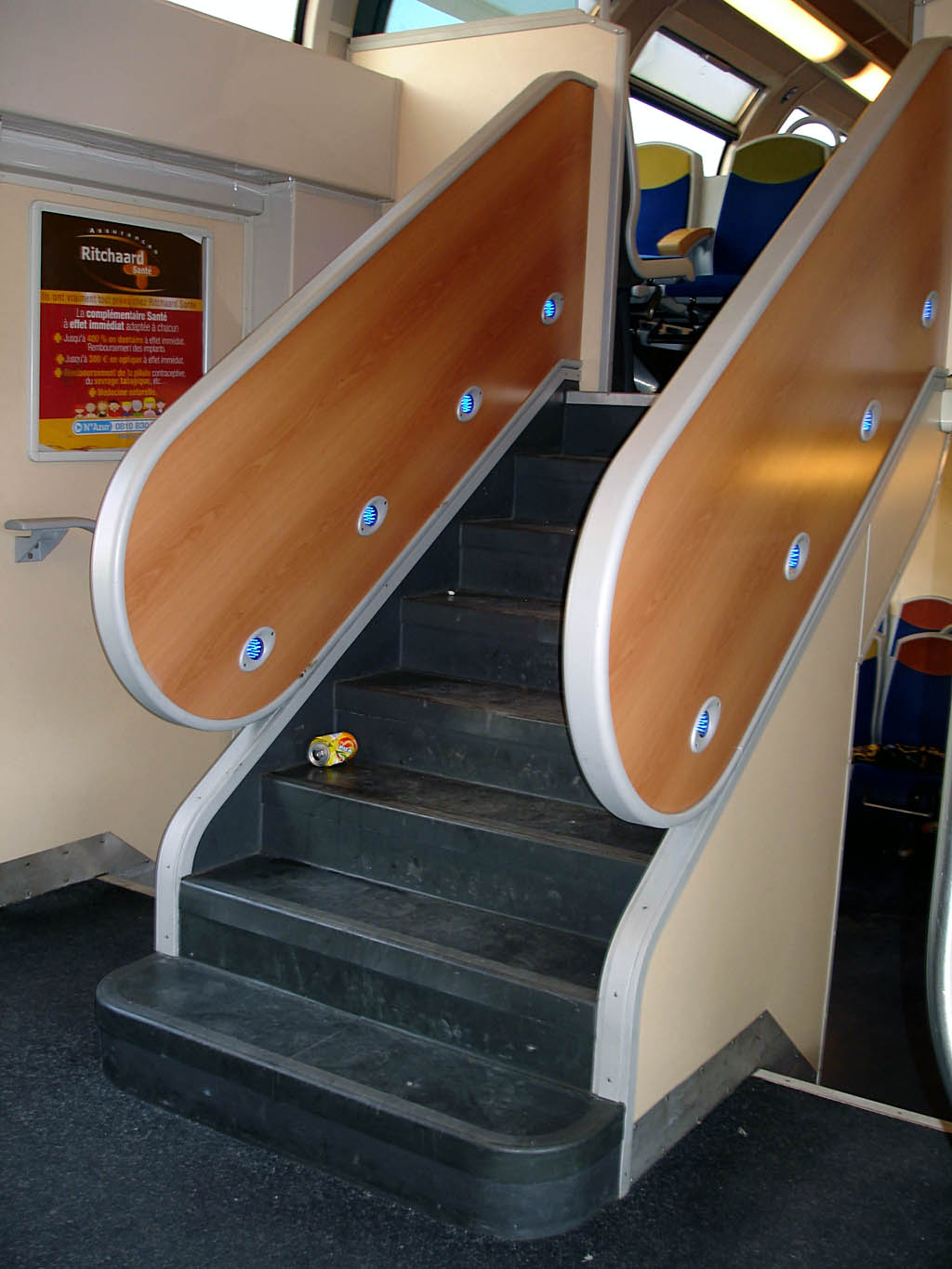
درج إحدى القطارات ذات طابقين.

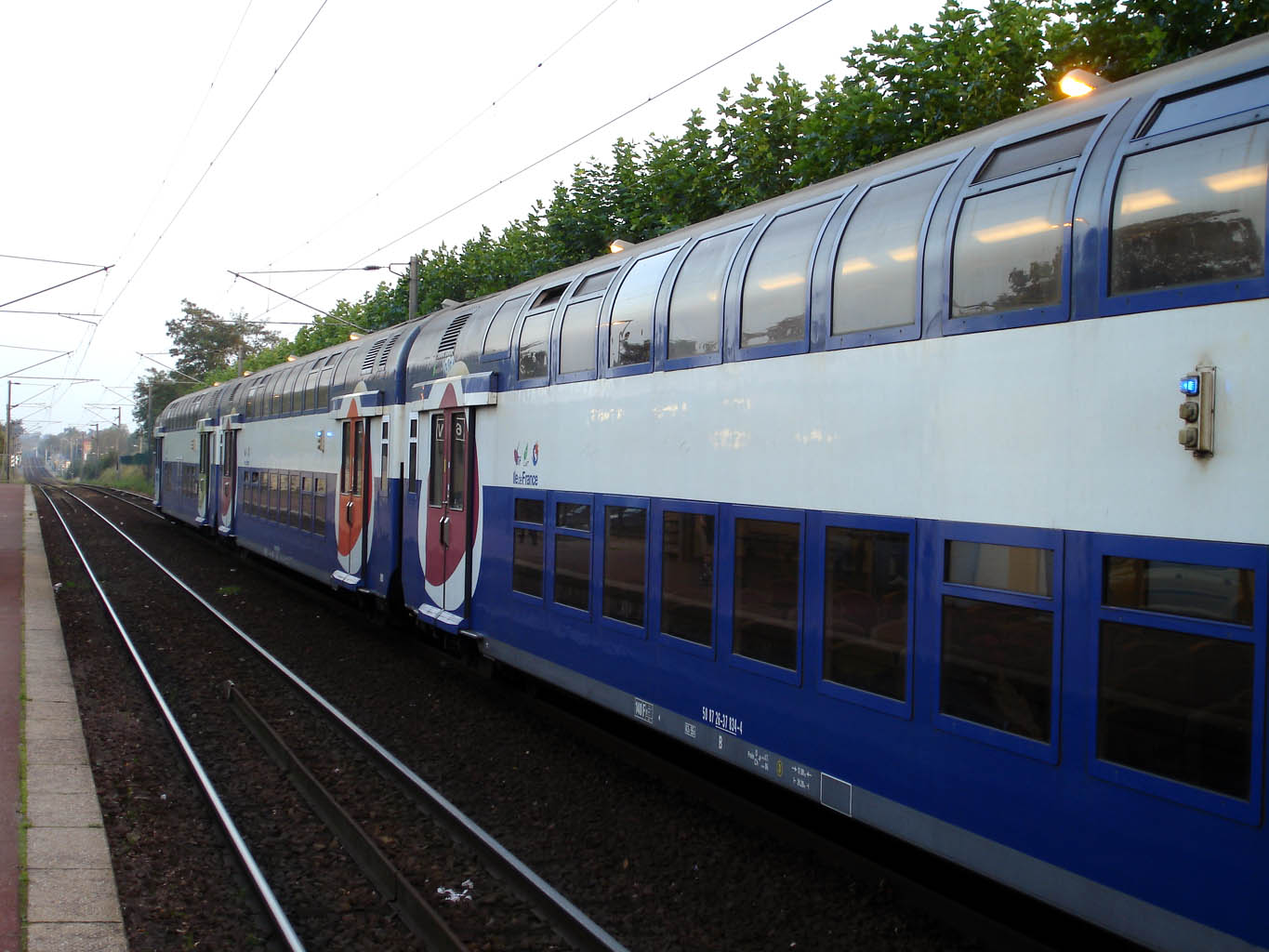
قطار تابع للشركة.

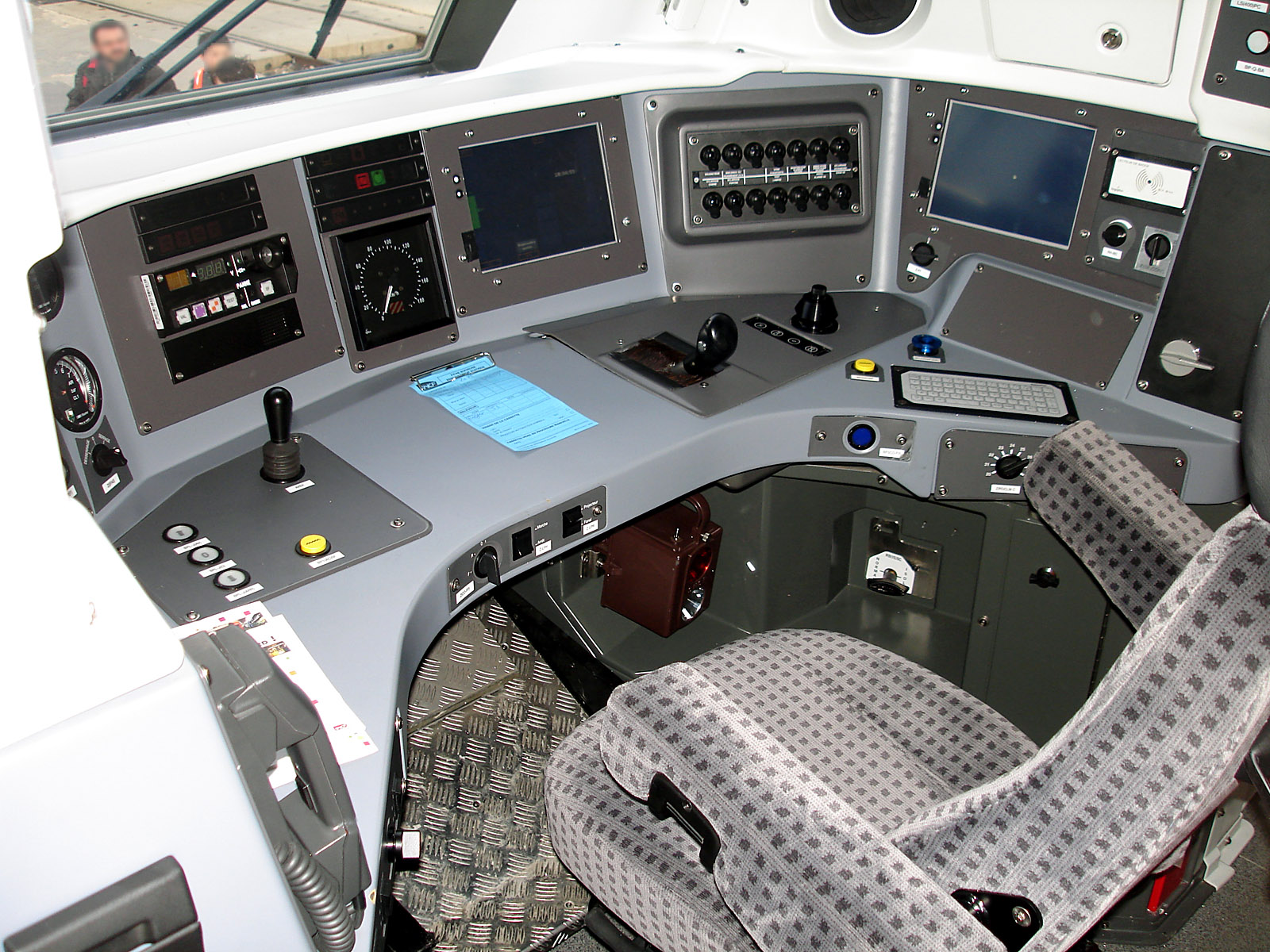
قمرة قيادة القطارات.

## مقالات ذات صلة
- النقل العام في إيل دو فرانس.
- نقابة النقل في إيل دو فرانس.
- الهيئة الذاتية للنقل في باريس.
- الشركة الوطنية للسكك الحديدية (فرنسا).
- الشبكة الحديدية لفرنسا.

## روابط خارجية
- الموقع الرسمي لترانسيليان.